# Heinrich Abeken

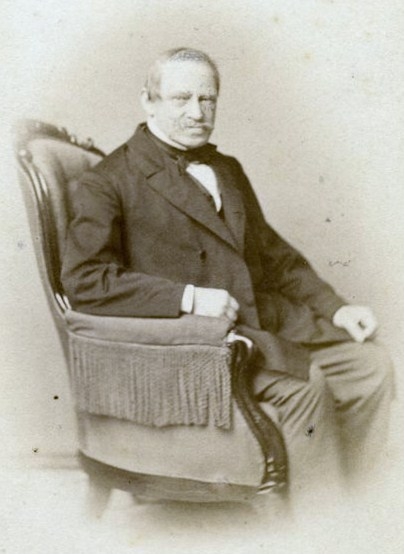
Heinrich Abeken

Heinrich Johann Wilhelm Rudolf Abeken (* 19. August 1809 in Osnabrück; † 8. August 1872 in Berlin) war ein deutscher evangelischer Theologe und preußischer Wirklicher Geheimer Legationsrat.

## Familie
Heinrich Abeken war der Sohn des Geschäftsmannes und späteren Senators der Stadt Osnabrück Wilhelm Ludwig Abeken. Da die Mutter kurz nach der Geburt von Heinrichs Schwester Bernhardine verstarb, wuchsen die beiden Geschwister im Haus ihres Onkels, des Philologen Bernhard Rudolf Abeken auf. Heinrich war in erster Ehe mit Mary Hutchings Thompson (1802–1836), Tochter eines englischen Offiziers und Erzieherin im Hause Bunsen, verheiratet, die jedoch wenige Monate nach der Eheschließung verstarb und auf dem Protestantischen Friedhof in Rom beerdigt wurde. In zweiter Ehe war er ab 1866 mit Hedwig von Olfers (1829–1919), Tochter der Salonnière Hedwig von Olfers und des Generaldirektors der Königlichen Museen zu Berlin, Ignaz von Olfers, verheiratet. Heinrich Abeken hinterließ keine Kinder.

## Leben und Wirken
Den Besuch des Ratsgymnasiums in Osnabrück schloss Abeken 1827 mit dem Abitur ab. Er studierte anschließend Evangelische Theologie an der Universität in Berlin. Im März 1831 wurde ihm dort das Lizenziat der Theologie verliehen. Im selben Jahr reiste er nach Rom, wo er zunächst als Hauslehrer bei Christian Karl von Bunsen tätig war. Zeitweise arbeitete er auch am Deutschen Archäologischen Institut. 1834 wurde er Gesandtschaftsprediger der preußischen Gesandtschaft am Heiligen Stuhl, wo er für zwei Jahre mit Otto Nicolai zusammenarbeitete. 1841 besuchte Abeken England, von König Friedrich Wilhelm IV. beauftragt, unter der Federführung Bunsens Vereinbarungen über die Einrichtung eines anglikanisch-preußischen Gemeinschaftsbistums in Jerusalem zu treffen. Zum Dank für sein Engagement in dieser Angelegenheit ermöglichte der König Heinrich Abeken die Teilnahme an der großen preußischen Expedition nach Ägypten (1842–1845) unter der Leitung des Abeken-Freundes Richard Lepsius, mit der in Deutschland die Ägyptologie als Wissenschaft begründet wurde. Nach seiner Rückkehr nahm er eine Stellung an der preußischen Gesandtschaft in Rom an.
1848 erhielt Abeken eine Berufung in das preußische Außenministerium. 1853 wurde er zum Geheimen Legationsrat ernannt. Seit 1862 gehörte er zu den engsten und wichtigsten Mitarbeitern Otto von Bismarcks. Heinrich Abeken wurde von ihm oft mit dem Verfassen von offiziellen Briefen beschäftigt und deshalb auch Feder Bismarcks genannt. Er stand hoch in der Gunst von König Wilhelm I., den er regelmäßig auf dessen Reisen begleitete und dabei die Verbindung zwischen dem König und dem Ministerpräsidenten garantierte. 1866 wurde Heinrich Abeken zum Rat Erster Klasse befördert. Daneben betätigte sich Abeken als Bildungsbürger, hielt viel beachtete Vorträge und publizierte rege, unter anderem veröffentlichte er 1851 anonym Babylon und Jerusalem, eine vernichtende Kritik der Ansichten der Gräfin Ida Hahn-Hahn.
Im Jahr 1870 erlebte Heinrich Abeken in Bad Ems den Höhepunkt seiner politischen Tätigkeit als Berater des Königs während der Krise um die Hohenzollern-Kandidatur: Abeken verfasste die Emser Depesche, die Bismarck als Grundlage für eine Pressemitteilung verwendete. Ihr verschärfter Wortlaut leistete einen Beitrag zur Kriegserklärung Frankreichs an Preußen und dem Beginn des Deutsch-Französischen Krieges. Gegenüber dem Kulturkampf ging Abeken – bei aller Loyalität – auf Distanz und zog sich so Bismarcks Zorn zu.
Heinrich Abeken starb an den Folgen eines Schlaganfalls und wurde auf dem Dorotheenstädtischen Friedhof begraben. Sein Nachlass ist im Politischen Archiv des Auswärtigen Amts und im Goethe- und Schiller-Archiv in Weimar gelagert.

## Publikationen
- Das Evangelische Bisthum in Jerusalem, geschichtliche Darlegung mit Urkunden. Besser, Berlin 1842 Digitalisat
- Babylon und Jerusalem: ein Sendschreiben an Ida Gräfin Hahn-Hahn. Hertz Verlag Berlin 1851
- Der Gottesdienst der alten Kirche. Berlin 1853
- Das religiöse Leben im Islam: eine Vortrag auf Veranstaltung des Evangelischen Vereins für kirchliche Zwecke gehalten am 27. Februar 1854, Schultze Verlag 1854
- Das Aegyptische Museum in Berlin: Ein Vortrag, auf Veranstaltung des Evangelischen Vereins für kirchliche Zwecke gehalten am 24. Januar 1856, Schultze Verlag Berlin 1856
- Zur Erinnerung an die antiken Bilder gestellt in der Casa Lepsia von Ulrich von Salpius am XVI. Februar MDCCCLVII, 1857
- Zwei Bilder: S.I. Berlin, den 4. März 1869,